# Татаринов, Павел Михайлович
Па́вел Миха́йлович Тата́ринов (6 ноября 1895 — 15 августа 1976) — советский учёный-геолог, член-корреспондент АН СССР.

## Биография
Родился в 1895 году в Трубчевске в семье служащего.
В 1912 году поступил в Горный институт, который окончил в 1925 году. В 1920—1976 гг. — ответственный работник Геологического комитета/Всесоюзного научно-исследовательского геологического института. С 1930 года преподаватель, с 1938 года — заведующий кафедрой геологии месторождений полезных ископаемых Ленинградского горного института. В 1940 году утверждён в звании профессор. 
Председатель Комиссии по запасам полезных ископаемых, президент Всесоюзного минералогического общества.
Автор теории образования месторождений хризотил-асбеста.
Член КПСС.
Умер в Ленинграде в 1976 году. Похоронен на Серафимовском кладбище (1-й вязовый участок).